# The Drive
Als The Drive wird eine Angriffsserie („Drive“) im letzten Viertel des AFC Championship Games, einem der beiden Halbfinalspiele der National Football League der Saison 1986, zwischen den Denver Broncos und den Cleveland Browns bezeichnet. Denvers Offense um Quarterback John Elway erzielte dabei in 5 Minuten und 2 Sekunden 98 Yards Raumgewinn in 15 Spielzügen und glich das Spiel aus. Denver gewann in der Verlängerung nach einem Field Goal mit 23:20 und zog in den Super Bowl XXI ein.
Dieser Drive gilt als protypisch für einen Hall-of-Fame-Kandidaten und erreichte Kultstatus.

## Ausgangssituation
Nachdem die Browns sich gegen die New York Jets und die Broncos gegen die New England Patriots durchsetzten, standen beide Mannschaften im AFC Championship Game. Das Spiel fand am 11. Januar 1987 im Cleveland Stadium statt.
Im ersten Viertel gingen die Browns 7:0 in Führung, nachdem Quarterback Bernie Kosar einen Touchdown auf Herman Fontenot warf und Mark Moseley den Point after Touchdown (PAT) erzielte. Im zweiten Viertel erreichten die Broncos zuerst ein Field Goal durch Rich Karlis und anschließend noch einen Touchdown mit anschließendem PAT, wodurch sie erstmals in Führung gingen. 
Kurz vor Ende der ersten Halbzeit erzielten die Browns den Ausgleich zum 10:10 durch ein Field Goal.
Im dritten Viertel gingen die Broncos erneut in Führung, als sie 2 Minuten und 50 Sekunden vor Ende des dritten Viertels ein weiteres Field Goal erzielten.
Kurz nach Beginn des letzten Viertels glichen die Browns durch ein Field Goal von der 24-Yard-Linie aus.
Nach einem missglückten Drive der Broncos punteten sie. Der Punt wurde bis an Denvers 48-Yard-Linie zurückgetragen.
Von dort warf Kosar einen Touchdownpass auf Brian Brennan. Nachdem Karlis den PAT vollendete, führten die Browns 20:13 bei 5:43 Restzeit.
Nach dem Kickoff konnte der Kick Returner der Broncos den Ball nicht kontrollieren, und der Ball sprang bis zur 2-Yard-Linie der Broncos, wo die Spieler ihn sicherten. Es verblieben 5 Minuten und 32 Sekunden bis zum Ende der regulären Spielzeit.

## Spielzüge
Die Broncos begann ihren Angriff an der eigenen 2-Yard-Linie bei 5:32 Minuten Restzeit.
1. First Down und 10, Denver 2-Yard Linie. 5-Yard Pass von Elway auf Sammy Winder.
2. Second Down und 5, Denver 7-Yard Linie. 3-Yard Lauf von Winder.
3. Third Down und 2, Denver 10-Yard Linie. 2-Yard Lauf von Winder.
4. First Down und 10, Denver 12-Yard Linie. 3-Yard Lauf von Winder.
5. Second Down und 7, Denver 15-Yard Linie. 11-Yard Lauf von Elway.
6. First Down und 10, Denver 26-Yard Linie. 22-Yard Pass von Elway auf Steve Sewell.
7. First Down und 10, Denver 48-Yard Linie. 12-Yard Pass von Elway auf Steve Watson.

Two-Minute Warning (Timeout bei zwei Minuten Restspielzeit)
1. First Down und 10, Cleveland 40-yard Linie (1:59 Restzeit). Unvollständiger Pass von Elway.
2. Second Down und 10, Cleveland 40-Yard Linie (1:52 Restzeit). Sack von  Dave Puzzuoli an Elway, 8-Yard Raumverlust.
3. Third Down und 18, Cleveland 48-Yard Linie (1:47 Restzeit). 20-Yard Pass von Elway auf Mark Jackson.
4. First Down und 10, Cleveland 28-Yard Linie (1:19 Restzeit). Unvollständiger Pass von Elway.
5. Second Down und 10, Cleveland 28-Yard Linie (1:10 Restzeit). 14-Yard Pass von Elway auf Steve Sewell.
6. First Down und 10, Cleveland 14-Yard Linie (0:57 Restzeit). Unvollständiger Pass von Elway.
7. Second Down und 10, Cleveland 14-Yard Linie (0:42 Restzeit). 9-Yard Lauf von Elway.
8. Third Down und 1, Cleveland 5-Yard Linie (0:39 Restzeit). 5-Yard Pass von Elway auf Mark Jackson, Touchdown. Rich Karlis erzielt PAT zum Ausgleich.

## Schiedsrichter
Hauptschiedsrichter des Spiels war Chuck Heberling.

## Folgen
Die Cleveland Browns schafften es in den restlichen 37 Sekunden nicht mehr zu punkten, weshalb das Spiel in die Verlängerung ging. Dort erzielten die Denver Broncos ein Field Goal, womit sie das Spiel gewannen und den Browns ihre erste Super-Bowl-Teilnahme verwehrten. Die Broncos verloren den Super Bowl XXI mit 20:39 gegen die New York Giants.
|                  | 1 | 2  | 3 | 4  | OT | Gesamt |
| ---------------- | - | -- | - | -- | -- | ------ |
| Cleveland Browns | 7 | 3  | 0 | 10 | 0  | 20     |
| Denver Broncos   | 0 | 10 | 3 | 7  | 3  | 23     |

## The Drive in der Populärkultur
Im Film Hot Tub – Der Whirlpool … ist ’ne verdammte Zeitmaschine wird mithilfe dieses Spielzuges der Schmetterlingseffekt erklärt. Hierbei fängt Mark Jackson den Ball nicht, weil er von einem Eichhörnchen abgelenkt wird.